# Сен-Леже-сюр-Вузанс
Сен-Леже́-сюр-Вуза́нс (фр. Saint-Léger-sur-Vouzance) — коммуна во Франции, находится в регионе Овернь. Департамент коммуны — Алье. Входит в состав кантона Ле-Донжон. Округ коммуны — Виши.
Код INSEE коммуны — 03239.

## Население
Население коммуны на 2008 год составляло 290 человек.
| 1962 | 1968 | 1975 | 1982 | 1990 | 1999 | 2008 |
| ---- | ---- | ---- | ---- | ---- | ---- | ---- |
| 375  | 398  | 353  | 343  | 350  | 312  | 290  |

## Экономика
В 2007 году среди 181 человека в трудоспособном возрасте (15—64 лет) 139 были экономически активными, 42 — неактивными (показатель активности — 76,8 %, в 1999 году было 64,4 %). Из 139 активных работали 130 человек (75 мужчин и 55 женщин), безработных было 9 (4 мужчин и 5 женщин). Среди 42 неактивных 11 человек были учениками или студентами, 14 — пенсионерами, 17 были неактивными по другим причинам.

## Достопримечательности
- Церковь XIX века